# Wilco Kelderman
Wilco Kelderman, né le 25 mars 1991 à Amersfoort, est un coureur cycliste néerlandais. Spécialiste des courses par étapes, il a notamment terminé troisième du Tour d'Italie 2020 et dans les cinq premiers des deux autres grands tours. Il est également champion du monde du contre-la-montre par équipes en 2017 et champion des Pays-Bas du contre-la-montre en 2015. 
Souvent placé, rarement gagnant, il compte seulement cinq succès, mais aucun sur le circuit UCI World Tour, où il comptabilise plus de cent tops 10.

## Biographie

### Début de carrière
Wilco Kelderman a remporté en 2007 chez les cadets une étape et le classement général du Critérium des Jeunes Européens. Il termine également troisième du championnat des Pays-Bas sur route cadets. L'année suivante, il remporte dans la catégorie junior une étape contre-la-montre de l'Acht van Bladel, deux étapes du Tour de la Région de Lodz, Liège-La Gleize et la Curitas Classic Diegem. Il remporte également trois médailles aux championnats nationaux, dont un sur piste.

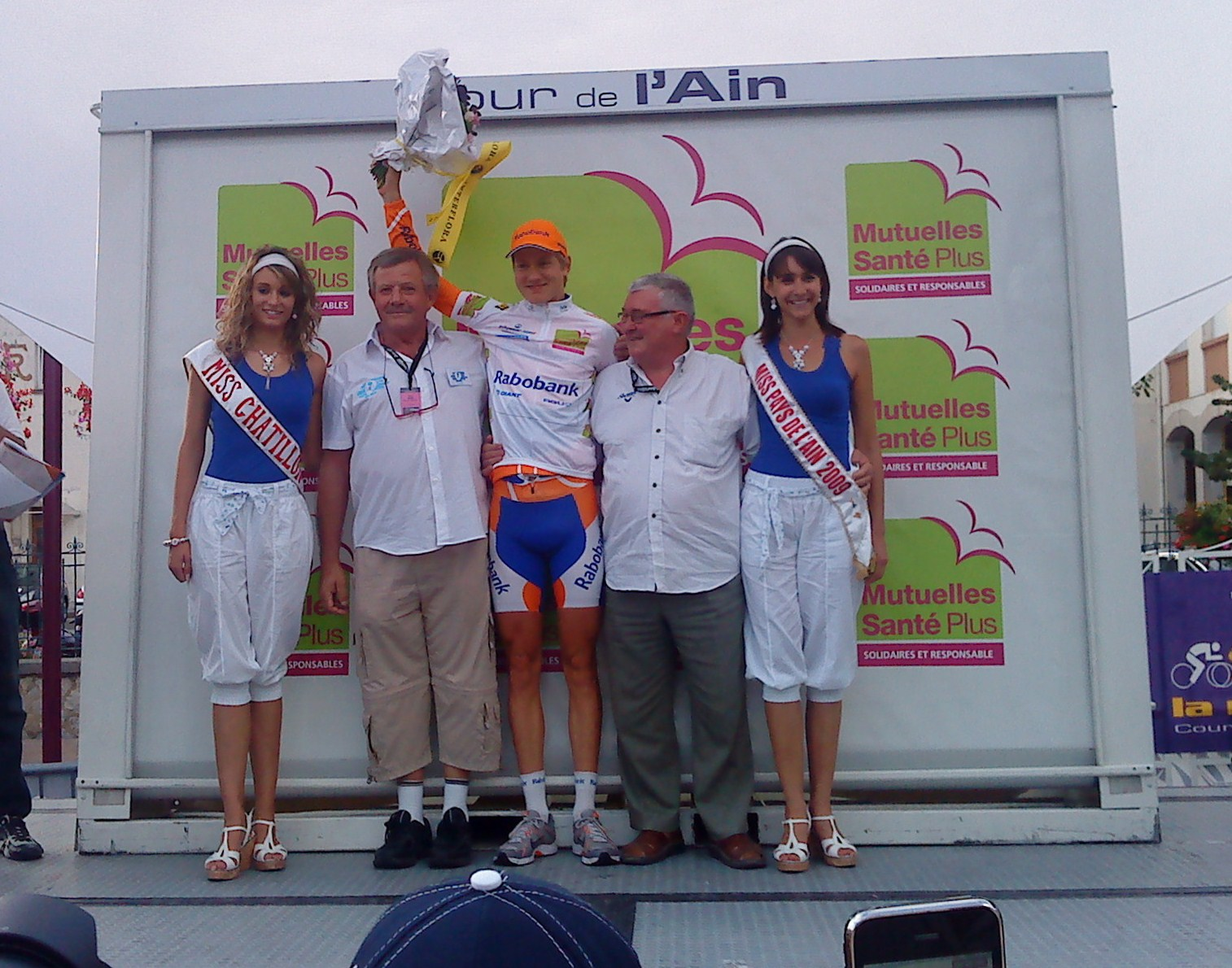
Wilco Kelderman leader du classement du meilleur jeune après le prologue du Tour de l'Ain 2010.

En 2009, il remporte à nouveau plusieurs victoires sur le calendrier juniors. Il a également remporté une étape du Giorni Orobica Tre. À partir de 2010, il est membre de l'équipe continentale néerlandaise Rabobank Continental. Lors de sa première année dans l'équipe, il se révèle sur le Tour Alsace. Il remporte à 19 ans, la troisième étape qui arrive au Ballon d'Alsace et remporte par la même occasion le classement général, prouvant ses qualités de grimpeur. Il fait alors partie des favoris du Tour de l'Avenir 2010, mais termine finalement dixième de l'épreuve. Début mai 2011, il signe dans l'équipe Proteam Rabobank pour l'année 2012. 

### 2012-2013: premiers résultats chez les professionnels
En avril 2012, il obtient son premier résultat en se classant sixième du Tour de Cologne. Le mois suivant, il se classe septième et meilleur jeune du Tour de Californie. En juin, il termine meilleur jeune du Critérium du Dauphiné en prenant la huitième place finale. Il termine également septième et meilleur jeune du Tour du Danemark.
En 2013, il reprend la compétition en Australie lors du Tour Down Under qu'il termine à la sixième place. Fin avril 2013, il termine cinquième du Tour de Romandie, ce qui lui permet de remporter le classement du meilleur jeune. Il participe ensuite à son premier grand tour, le Tour d'Italie, qu'il termine à la dix-septième place. Il prend part au Tour du Danemark, où il obtient sa première victoire chez les professionnels lors de la cinquième étape, un contre-la-montre. Il accède par la même occasion à la tête du classement général, qu'il conserve jusqu'à l'issue de la course. Septième de l'Eneco Tour, il est sélectionné pour la première fois aux mondiaux  et prend la 60e place.

### Saisons 2014-2016: nombreuses places d'honneur

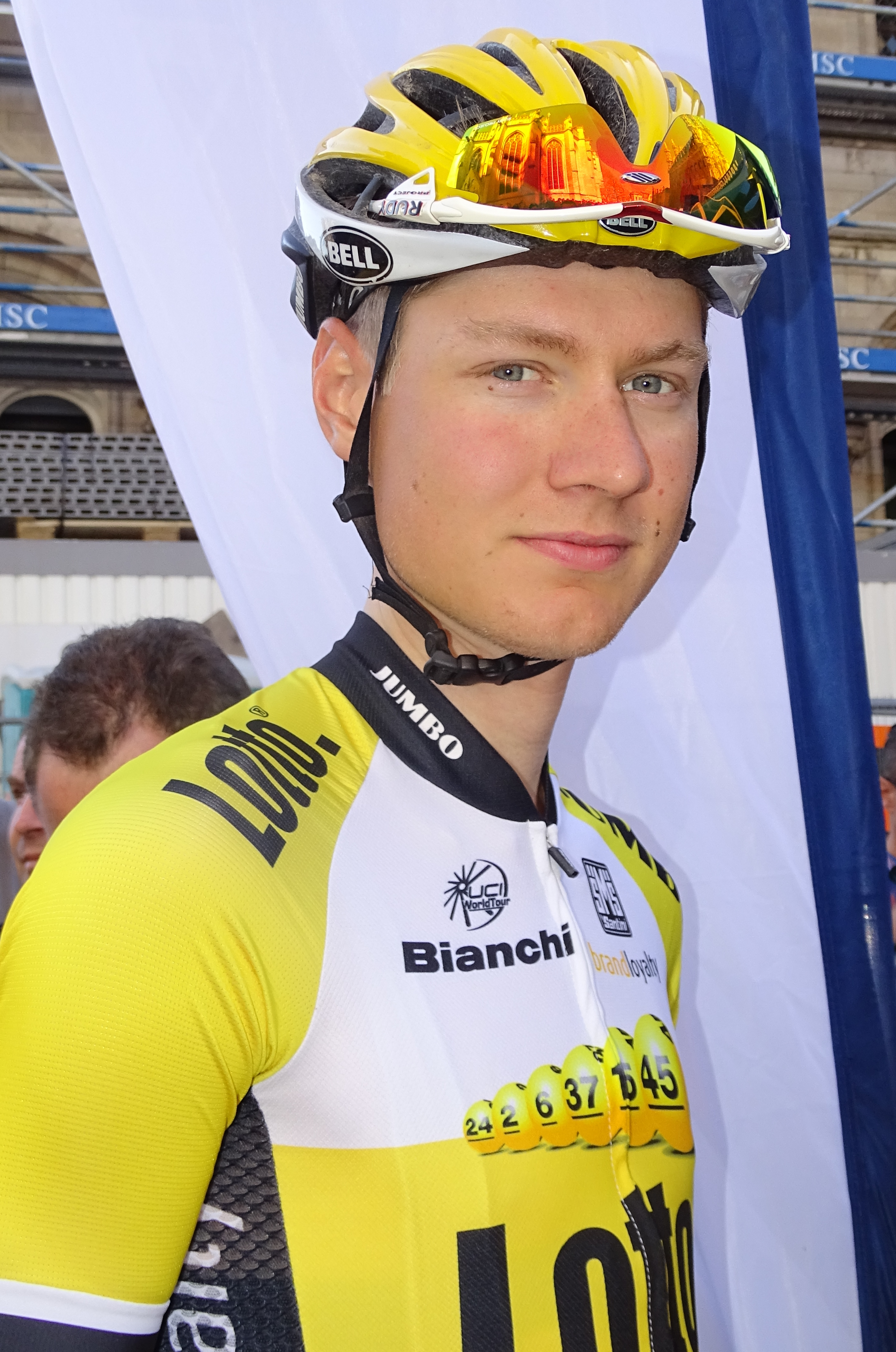
Wilco Kelderman lors du départ de la Flèche brabançonne 2015 à Louvain.

En 2014, Wilco Kelderman a pour objectif le Tour d'Italie. Pour sa reprise, il est cinquième du Tour de l'Algarve. Il prend part à Paris-Nice, où il se montre offensif (deux tops 5 d'étape) mais où une défaillance l'empêche de bien figurer au général. Il prend ensuite le départ du Tour de Catalogne, où il se montre discret, ne prenant que la douzième place du général. Sur le Giro, son équipe commence par prendre la douzième place du contre-la-montre par équipes. Il se montre ensuite régulier en première semaine, ne cédant du temps que sur Cadel Evans lors de la sixième étape et sur Domenico Pozzovivo lors de la neuvième. Il finit ensuite septième de la douzième étape à 2 minutes et 3 secondes de Rigoberto Urán. Il est alors cinquième du classement général à 2 minutes et 50 secondes d'Urán. Il se montre en difficulté sur la quinzième étape, terminant onzième à 1 minute et 13 secondes de Fabio Aru, et rétrogradant de la cinquième à la septième place au général. Il se fait ensuite piégé, comme la plupart des favoris, lors de la seizième étape par Pierre Rolland, Nairo Quintana et Ryder Hesjedal. Il attaque tout de même lors l'ascension final et réussit à franchir la ligne en quatrième position, reprenant du temps aux autres leaders. Fatigué, il ne prend que la seizième place de la 19e étape, à près de 4 minutes et 52 secondes de Quintana. Puis, lors de l'avant-dernière étape, il réussit à reprendre la septième place du général à Evans. Il finit donc septième au classement final, améliorant de dix places son classement de l'année précédente. Durant l'été, il est quatrième et meilleur jeune du Critérium du Dauphiné, puis cinquième du Tour de l'Utah. Pour son premier Tour d'Espagne, il se classe 14e du général. Sélectionné pour la course en ligne des championnats du monde, où il abandonne. Avec l'équipe Belkin, il termine quatorzième du contre-la-montre par équipes. Il termine sa saison avec une 17e place au Tour de Lombardie. En fin de saison, il est élu cycliste espoir néerlandais de l'année.

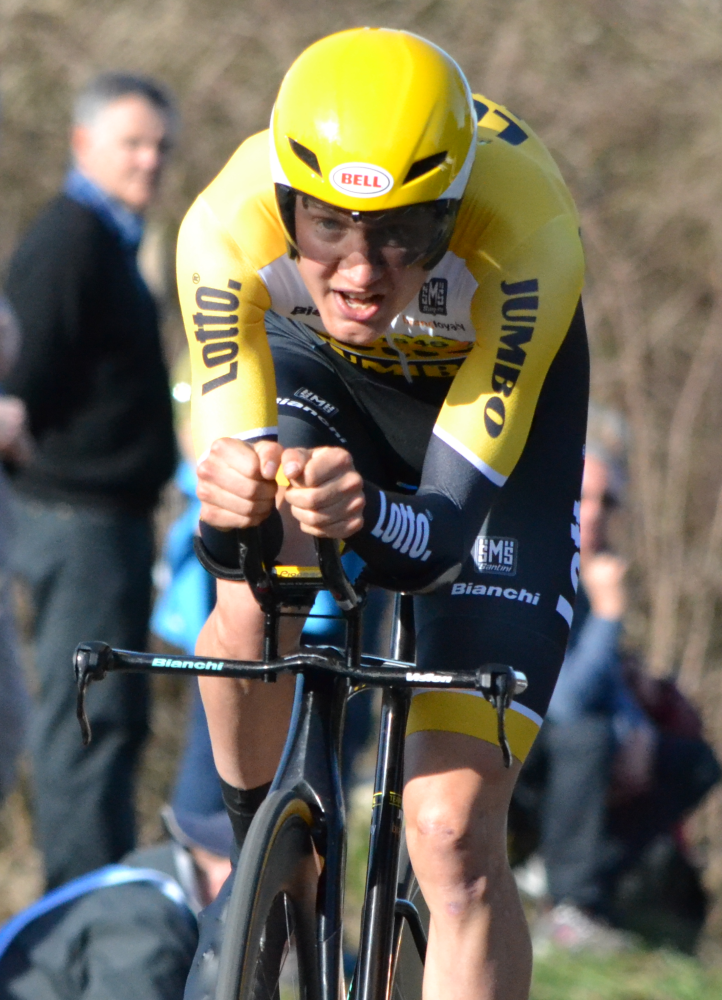
Wilco Kelderman lors de Paris-Nice en 2015.

En 2015, l'équipe change de nom et devient Lotto NL-Jumbo. Sa préparation est retardée par une fracture de la clavicule. En février, il prend la dix-neuvième place du Tour d'Andalousie, après s'être classé deuxième de l'étape contre-la-montre. En mars, il est quinzième de Paris-Nice, puis neuvième du Tour de Catalogne. Le mois suivant, il participe aux classiques ardennaises, se classant notamment dixième de la Flèche wallonne. En préparation pour le Tour de France, il prend la vingt-deuxième place du Critérium du Dauphiné. Fin juin, aux championnats des Pays-Bas, il remporte le titre en contre-la-montre. Il prend le départ de son premier Tour de France, où il est désigné co-leader de l'équipe Lotto NL-Jumbo, avec Robert Gesink. Le départ du Tour a lieu à Utrecht près de sa ville natale, mais en raison de malchance et d'une blessure au dos, il ne joue aucun rôle dans la course. Après la course, il est au départ de l'Eneco Tour, où après un contre-la-montre solide (deuxième derrière son coéquipier Jos van Emden), il se retrouve deuxième du classement, puis prend le maillot de leader l'étape suivante. La veille de l'arrivée, il ne peut suivre les attaques de Tim Wellens, ainsi que de Greg Van Avermaet et retombe à la troisième place du classement général. En fin de saison, il est sixième du Grand Prix cycliste de Montréal.
Il commence sa saison 2016 en terminant deuxième du contre-la-montre et quatrième du général du Tour d'Andalousie. Il est ensuite treizième de  Paris-Nice et de la Flèche wallonne, ainsi que dixième du Tour du Pays basque. En juin, il est huitième du Tour de Suisse (trois fois dans les cinq premiers d'une étape), puis troisième  du championnat des Pays-Bas du contre-la-montre. Après un Tour de France sans résultats notables, il se classe deuxième du Tour du Poitou-Charentes derrière Sylvain Chavanel, puis sixième de l'Eneco Tour. 

### 2017-2020: chez Sunweb
Wilco Kelderman quitte la formation Lotto NL-Jumbo en fin de saison 2016 et s'engage avec l'équipe Sunweb pour 2017. Pour ses débuts avec l'équipe, il est neuvième du Tour Down Under. En avril, il se classe septième du Tour de Romandie, puis participe au Tour d'Italie au service de son leader Tom Dumoulin. Celui-ci devient le premier Néerlandais à remporter le Giro. De son côté, Kelderman abandonne lors de la neuvième étape, après avoir heurté une moto arrêtée sur la route et s'être cassé un doigt lors de sa chute. Pour son retour à la compétition début août, il est quatrième d'un Tour de Pologne très serré, terminant à dix secondes du vainqueur Dylan Teuns. Lors du Tour d'Espagne, il est l'un des plus forts de la course et semble être en route pour une place sur le podium. Dans le top 10 sur huit étapes différentes, il termine surtout deuxième de l'unique contre-la-montre, à 29 secondes de Christopher Froome. Cependant, lors de la dernière étape de montagne sur l'Angliru, il perd du temps dans les derniers kilomètres et doit abandonner sa troisième place au classement général à Ilnur Zakarin. Il clôt sa meilleure saison jusque là avec un titre de champion du monde du contre-la-montre par équipes avec Sunweb et une septième  place sur le contre-la-montre individuel des mondiaux. 
En janvier 2018, le contrat de Kelderman avec Sunweb est prolongé de deux saisons soit jusqu'en fin d'année 2020. Pour sa première course lors de la saison, il est proche de la victoire sur le Tour d'Abou Dabi, où il se classe à la deuxième place du général, à 17 secondes d'Alejandro Valverde. Il s'agit de son meilleur résultat sur une course World Tour. Lors de Tirreno-Adriatico, il occupe la troisième place du général au départ de la 5e étape, mais se fracture la clavicule droite et doit être opéré,. En juin, pour son retour à la compétition, il est cinquième du Tour de Suisse. Après une troisième place au championnat des Pays-Bas du contre-la-montre, il chute lors de la course en ligne quatre jours plus tard sur son épaule droite et doit déclarer forfait pour le Tour de France, la plaque ayant servi à consolider sa clavicule ayant été abîmée,. Il participe au Tour d'Espagne, où il prend la dixième place du général. Dans la foulée, il est médaillé d'argent au championnat du monde du contre-la-montre par équipes, puis sixième des Trois vallées varésines et de Milan-Turin.
En 2019, le programme de courses de Kelderman lui prévoit un rôle d'équipier pour Tom Dumoulin sur le Tour d'Italie et le Tour de France. Il commence sa saison avec une cinquième place au Tour des Émirats arabes unis, puis se classe 14e de Paris-Nice. Son élan est coupée lors de la cinquième étape du Tour de Catalogne. Alors qu'il est onzième du général, une chute lui entraîne des fractures à une vertèbre ainsi qu'à la clavicule gauche. Après une nouvelle opération quu l'oblige à déclarer forfait pour le Giro, il est au départ du Tour de France, mais souffrant du dos et insuffisamment remis, il est non partant lors de la 16e étape. Il retrouve son niveau lors du Tour d'Espagne, où il décroche la septième place finale.
Il réalise la meilleure saison de sa carrière en 2020, où il termine 15e mondial. Il enchaîne les tops 10 sur les courses par étapes d'une semaine du World Tour. Cinquième du Tour de La Provence pour sa reprise, il est ensuite sixième du Tour des Émirats arabes unis, septième  du Tour de Pologne et quatrième de Tirreno-Adriatico. Il est le leader de son équipe au départ du Tour d'Italie. Faisant partie des candidats au podium final, les abandons de nombreux favoris comme Geraint Thomas, Steven Kruijswijk ou Simon Yates laisse la compétition beaucoup plus ouverte. Lors de la première arrivée au sommet à l'occasion de l'ascension de l'Etna sur la 3e étape, il profite du marquage entre certains leaders pour attaquer et terminer quelques secondes devant le principal groupe de favoris où l'on retrouve Vincenzo Nibali ou Jakob Fuglsang. Bien placé lors des autres arrivées difficiles, il réalise un bon contre-la-montre à la 14e étape qui lui permet d'être le principal adversaire du jeune João Almeida, maillot rose surprise de ce Tour d'Italie. Kelderman pointe à 56 secondes du Portugais avant la haute-montagne et possède plus d'une minute trente sur la plupart des autres leaders. Le lendemain, le Néerlandais s'affirme comme le favori pour remporter l'épreuve. Lors de l'ascension de Piancavallo, il n'est battu au sprint que par Tao Geoghegan Hart alors qu'il reprend du temps à Almeida et relègue tous les autres leaders à plus de 3 minutes au Général. Le juge de paix arrive lors de la 18e étape qui mène à Laghi di Cancano en passant par le mythique Col du Stelvio. L'équipe Sunweb impose un important rythme dans ce col et à 10 km du sommet, Almeida est lâché. Kelderman semble se diriger vers la victoire finale, cependant, l'équipe Ineos souhaite faire basculer la course et Rohan Dennis se met à rouler si fort que seul son leader Geoghegan Hart, Kelderman et son équipier Jai Hindley s'accrochent. A 7 km, Kelderman est distancé mais n'est pas attendu par Hindley pour autant. Le Néerlandais résiste bien toutefois et ne passe qu'à 48 secondes au sommet. Dans la descente glacée qu'il effectue sans son imperméable qu'il ne parvient pas à fermer, il grapille et revient à 41 secondes mais il n'est toujours pas attendu par Hindley, son directeur sportif le privilégiant pour cette étape. Touché mentalement et physiquement, il perd plus d'une minute dans les 8 km de vallée. Il se bat tout de même lors de l'ascension finale pour terminer à 2 minutes 18 du vainqueur, parvenant ainsi à s'emparer du maillot rose pour 12 secondes sur son équipier Hindley. Lors de la 20e étape, Kelderman cède de nouveau lors de la seconde ascension de Sestrières et se retrouve au matin de la dernière étape à la 3e position du classement général à 1 minute 32 de Hindley et Geoghegan Hart, trop loin pour espérer revenir lors du dernier contre-la-montre. Cette troisième place permet à Kelderman de décrocher son premier podium sur un Grand Tour même s'il avoue avoir été déçu de la non-confiance de son équipe lors de l'étape du Stelvio qui a demandé à Hindley de poursuivre sa course plutôt que d'attendre.

### 2021-2022: Bora-Hansgrohe

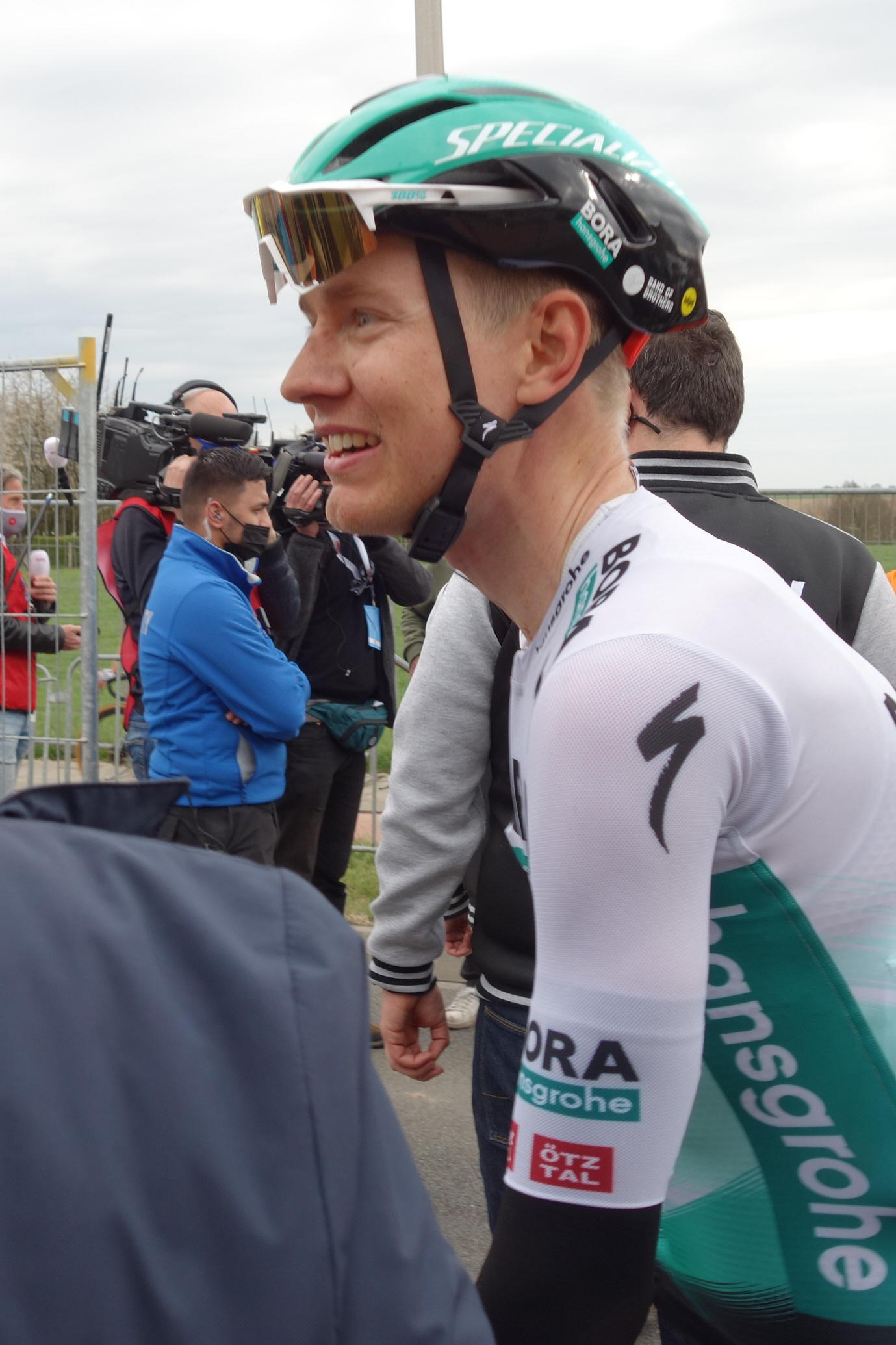
Kelderman lors de l'Amstel Gold Race 2021.

En 2021, il rejoint Bora-Hansgrohe, l'autre équipe allemande du World Tour. Lors d'un stage d'entraînement en janvier 2021 en Italie, Kelderman fait partie d'un groupe de 7 coureurs de l'équipe Bora-Hansgrohe qui est percuté par un automobiliste. Il est atteint d'une commotion cérébrale et d'une fracture à une vertèbre,. Il commence sa saison en mars, en terminant cinquième du Tour de Catalogne. Toujours aussi régulier, il occupe la neuvième place du Tour du Pays basque, mais chute dans une descente de la troisième étape et abandonne la course. En mai, il est dixième du Tour de Romandie et surtout quatrième du Critérium du Dauphiné, à quatre secondes du troisième Geraint Thomas. Il arrive en confiance sur le Tour de France, où il se classe dans les 5 premiers des deux étapes inaugurales. Il recule ensuite à la 13e place du général après le contre-la-montre de la cinquième étape. Grâce à sa constance dans les étapes de montagnes, il remonte au classement par la suite, pour terminer à la cinquième place finale, à 11 secondes du quatrième Ben O'Connor. Sélectionné pour la course en ligne des Jeux olympiques de Tokyo, il s'y classe 51e. Le 1er septembre, il heurte la rambarde d'un pont et chute  lourdement lors de la 3e étape du Benelux Tour. Il se fracture le bassin et se casse deux côtes, ce qui met un terme à sa saison. En décembre 2021, il fait son retour à l'entrainement trois mois après sa chute.
En 2022, Kelderman participe au Tour d'Italie dans un rôle de co-leader au côté de Jai Hindley comme lors de l'édition 2020. Après la première semaine, il est classé 7e au classement général, 2e parmi les leaders derrière Simon Yates. Lors de l'étape qui mène au Blockhaus, il est victime d'un incident mécanique qui lui fait débuter l'ascension à quelques secondes du peloton. Il ne parvient pas à retrouver sa place et perd ses espoirs pour le classement général. Il se mue alors en équipier pour Hindley tout en ayant quelques opportunités pour les échappés. Il s'illustre lors de la 14e étape vers Turin où sa formation crée une course de mouvement très loin de l'arrivée sur un parcours accidenté. Kelderman participe à ce mouvement en passant un relais de 45 kilomètres. À la fin de ce Tour d'Italie, il termine 17e au classement final et assiste au sacre d'Hindley. Lors de la suite de la saison, on le voit s'illustrer sur le Circuit de Getxo en prenant la troisième place, battu au sprint par Juan Ayuso et Andrea Piccolo. Il s'aligne sur le Tour d'Espagne avec encore une fois un rôle de co-leader dans sa formation aux côtés de Jai Hindley et Sergio Higuita. Placé en début de course, il perd du temps sur la huitième étape et se retrouve décroché au classement général. Lors de la douzième étape en direction de Peñas Blancas, il parvient à s'échapper mais est battu dans l'ascension finale par Richard Carapaz qui le distance à deux kilomètres du sommet pour s'imposer avec 9 secondes d'avance sur le Néerlandais. Cette échappé lui permet de se replacer à la sixième place du général. Toujours huitième au matin de la 15e étape vers la Sierra Nevada, Kelderman chute en début de course et souffre de multiples brûlures. Il termine ce Tour d'Espagne à la 17e place au classement final.

### 2023-: chez Visma

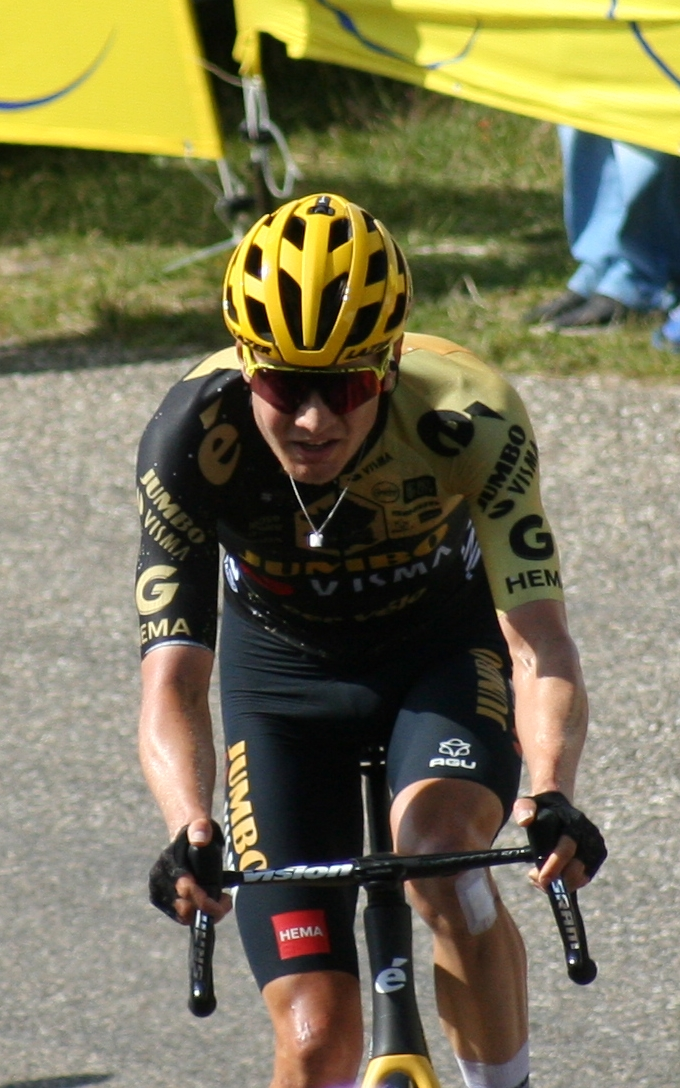
Kelderman sur le Tour de France 2023.

En août 2022, Jumbo-Visma annonce le recrutement de Kelderman pour trois saisons, de 2023 à 2025. Son retour dans son équipe formatrice s'accompagne d'un changement de rôle qui avait débuté l'an dernier, il devient un équipier de luxe pour accompagner ses leaders en montagne. Il débute à Tirreno-Adriatico en soutien de Primož Roglič. Très en forme sur les premières étapes, il est cinquième du général mais une chute lors de la sixième étape le contraint à l'abandon. Il n'est pas remis pour le Tour d'Italie mais est finalement sélectionné pour le Tour de France à la suite du forfait sur blessure de Steven Kruijswijk. 
Il se prépare sur le Tour de Suisse où il tient la place de leader dans sa formation. Après un premier contre-la-montre décevant, il remonte au classement grâce à ses belles performances en montagne où il termine toujours avec les meilleurs et en se montrant actif. Il termine ainsi quatrième au classement final et arrive en confiance sur le Tour de France. Il a pour rôle d'aider le plus longtemps possible en montagne son leader Jonas Vingegaard. Lors de la sixième étape, son équipe crée une course de mouvement dans le Col du Tourmalet loin de l'arrivée. Kelderman passe un relais efficace puisque lorsqu'il s'écarte, il ne reste plus que ses deux équipier Jonas Vingegaard et Sepp Kuss accompagnés de Tadej Pogačar. Victime d'une chute lors de la deuxième semaine, il s'illustre de nouveau en fin de Tour sur la 17e étape qui mène à Courchevel. Parti dan l'échappé, il n'arrive pas à suivre Felix Gall et Simon Yates dans les parties les plus raides du Col de la Loze et sert ensuite de point d'appui pour son leader Vingegaard qui est en train de gagner le Tour de France. Il l'aide sur quelques kilomètres dans l'ascension avant de le laisser partir. Kelderman termine 18e au classement final.
Il participe à un second Grand Tour cette année-là en étant dans la sélection de son équipe pour le Tour d'Espagne. Il fait partie d'une armada ayant pour but de remporter les trois Grands Tours de la saison pour sa formation. Placé comme équipier de luxe auprès de Primož Roglič et Jonas Vingegaard, il fait partie du groupe des meilleurs lors de la première arrivée au sommet et entre dans le top 10 du classement général. Il est victime de deux chutes lors des étapes suivantes et reste en retrait pour récupérer. Kelderman revient au premier plan lors de la 13e étape qui arrive au sommet du Tourmalet en étant le dernier relayeur de son équipe. Il effectue le pied de l'ascension finale avant de s'écarter à 9 km pour laisser Vingegaard partir et s'imposer au sommet. Par la suite, Kelderman défend le maillot rouge de Sepp Kuss et est membre de l'échappée de la 20e étape où il ne parvient pas à briller, terminant hors du top 10. À l'issue de ce Tour d'Espagne, il termine à la 25e place du classement général.
En 2024, après une reprise sur le Gran Camiño, Kelderman participe à Paris-Nice dans la peau de co-leader. Bien placé, il aide son équipier Matteo Jorgenson à remporter le classement général, terminant lui-même 8e. Néanmoins, une chute dans le final de la dernière étape lui vaut une fracture de la clavicule qui l'empêche de participer au Tour d'Italie. Comme l'année précédente, il est sélectionné pour le Tour de France en remplacement de Steven Kruijswijk qui s'est blessé. Il se prépare sur le Tour de Suisse où il signe un nouveau top 10 en faisant quelques bonnes performances en montagne. Sur le Tour, il chute dès la première étape mais sans grand dommage. Il est de nouveau équipier de Jonas Vingegaard et s'illustre en montagne. Dans les Pyrénées, il participe au coup de force de sa formation au cours de la 15e étape. Kelderman roule une bonne partie du col d'Agnes ainsi que le port de Lers à vive allure pour préparer l'attaque de son leader dans le Plateau de Beille. Alors que Tadej Pogačar s'affirme comme un solide maillot jaune, l'équipe Visma se montre plus téméraire dans les Alpes en envoyant les deux lieutenants de Vingegaard, Jorgenson et Kelderman, dans une échappée pour servir de relais lors de la 19e étape. Les deux travaillent beaucoup à la formation de cette échappée mais finalement leur leadeur, à court de forme, leur donne carte blanche pour jouer l'étape. Kelderman se sacrifie au pied de la montée vers Isola 2000 pour Jorgenson mais celui-ci est repris à 2km de l'arrivée par Pogačar. Le lendemain, Kelderman est de nouveau dans l'échappée en étant le premier attaquant du jour dans le col de Braus. Il arrive en tête avec un groupe au pied du col de la Couillole mais est surclassé par certains de ses compagnons comme Richard Carapaz ou Enric Mas. Il termine ce Tour de France à la 21e place du classement général.
Il reprend la compétition quelques semaines sur la Classique de Saint-Sébastien sans y briller mais se met en avant sur le Tour de Pologne. Dans un rôle d'équipier, une nouvelle fois pour Jonas Vingegaard, il obtient quelques libertés pour animer la course. Sur le 1re étape qui se termine au sommet d'une courte côte, Kelderman suit une attaque de Jan Christen mais manque d'esprit d'initiative et observe le Suisse au lieu de continuer son effort. Ainsi, dans les derniers mètres, il assiste au retour de Thibau Nys qui le bat au sprint. Sur le contre-la-montre du lendemain, une chute l'empêche de pouvoir potentiellement s'emparer du maillot de leader et il reste second du général derrière Vingegaard. Il joue encore les premiers rôles sur les deux autres arrivés difficiles pour puncheur sans pouvoir décrocher la victoire et termine finalement 3e au classement final. Il confirme sa bonne forme sur les classiques canadiennes en décrochant des places d'honneur à Québec et Montréal où il se montre actif dans le final, roulant pour son leader Matteo Jorgenson et tentant même d'attaquer. Sur le Tour du Luxembourg, il se montre régulier malgré un contre-la-montre décevant puis est à l'attaque dans la dernière étape sans réussite et termine 11e du général. Grâce à sa bonne forme, Kelderman est présent aux championnats du monde de Zurich qu'il termine 31e. Sa fin de saison de saison est de qualité sur les classiques italiennes avec une 7e place sur le Tour d'Émilie très loin derrière le numéro de soliste de Tadej Pogačar puis sur le Tour de Lombardie il prend l'échappée matinale très fournie et dangereuse mais la formation UAE Emirates ne laisse aucune chance à ce coup d'aller au bout. Le Néerlandais est repris dans le Sormano et termine 21e.

## Palmarès et classements mondiaux

### Palmarès amateur
| - 2007 - Critérium Européen des Jeunes : - Classement général - 3e étape - 3e du championnat des Pays-Bas sur route cadets - 2008 - 3e étape de l'Acht van Bladel (contre-la-montre) - 1re et 4e (contre-la-montre) étapes du Tour de la région de Łódź - Classement général de Liège-La Gleize - Curitas Classic Diegem - 2e des Boucles du Canton de Trélon - 2e du championnat des Pays-Bas du contre-la-montre juniors - 2e du Giro della Lunigiana - 2e du championnat des Pays-Bas du contre-la-montre par équipe juniors - 3e du Trofeo Karlsberg - 3e de l'Acht van Bladel - 3e du championnat des Pays-Bas de poursuite juniors - 2009 - International 3-Etappen-Rundfahrt der Rad-Junioren : - Classement général - 3e étape - 4e étape des Tre Giorni Orobica - 3e de la Course de la Paix juniors | - 2010 - Tour Alsace : - Classement général - 5e étape - 3e du Triptyque des Monts et Châteaux - 3e du Tour du Gévaudan - 10e du Tour de l'Avenir - 2011 - Champion des Pays-Bas du contre-la-montre espoirs - Classement général du Tour de Norvège - Tour de Thuringe : - Classement général - 5e (contre-la-montre) et 6e étapes |  |

### Palmarès professionnel
| - 2011 - Prologue du Tour de l'Ain - 2012 - 8e du Critérium du Dauphiné - 2013 - Tour du Danemark : - Classement général - 5e étape (contre-la-montre) - 5e du Tour de Romandie - 6e du Tour Down Under - 7e de l'Eneco Tour - 2014 - 4e du Critérium du Dauphiné - 7e du Tour d'Italie - 2015 - Champion des Pays-Bas du contre-la-montre - 3e de l'Eneco Tour - 6e du Grand Prix cycliste de Montréal - 9e du Tour de Catalogne - 10e de la Flèche wallonne - 2016 - 2e du Tour du Poitou-Charentes - 3e du championnat des Pays-Bas du contre-la-montre - 6e de l'Eneco Tour - 8e du Tour de Suisse - 10e du Tour du Pays basque - 2017 - Champion du monde du contre-la-montre par équipes - 4e du Tour de Pologne - 4e du Tour d'Espagne - 7e du Tour de Romandie - 7e du championnat du monde du contre-la-montre - 9e du Tour Down Under | - 2018 - 2e du Tour d'Abou Dabi - 2e du championnat du monde du contre-la-montre par équipes - 3e du championnat des Pays-Bas du contre-la-montre - 5e du Tour de Suisse - 10e du Tour d'Espagne - 2019 - 5e du Tour des Émirats arabes unis - 7e du Tour d'Espagne - 2020 - 3e du Tour d'Italie - 4e de Tirreno-Adriatico - 6e du Tour des Émirats arabes unis - 7e du Tour de Pologne - 2021 - 4e du Critérium du Dauphiné - 5e du Tour de Catalogne - 5e du Tour de France - 10e du Tour de Romandie - 2022 - 3e du Circuit de Getxo - 2023 - 4e du Tour de Suisse - 2024 - 3e du Tour de Pologne - 8e de Paris-Nice - 9e du Tour de Suisse |  |

### Résultats sur les grands tours

#### Tour de France
6 participations
- 2015 : 79e
- 2016 : 32e
- 2019 : non partant (16e étape)
- 2021 : 5e
- 2023 : 18e
- 2024 : 21e

#### Tour d'Italie
6 participations
- 2013 : 17e
- 2014 : 7e
- 2017 : abandon (9e étape)
- 2020 : 3e,  maillot rose pendant 2 jours
- 2022 : 17e
- 2025 : 36e

#### Tour d'Espagne
6 participations
- 2014 : 14e
- 2017 : 4e
- 2018 : 10e
- 2019 : 7e
- 2022 : 17e
- 2023 : 25e

### Classements mondiaux
| Année                                 | 2010 | 2011 | 2012 | 2013 | 2014 | 2015 | 2016 | 2017  | 2018 | 2019 | 2020 | 2021 | 2022 | 2023 | 2024 |
| ------------------------------------- | ---- | ---- | ---- | ---- | ---- | ---- | ---- | ----- | ---- | ---- | ---- | ---- | ---- | ---- | ---- |
| UCI World Tour                        |      |      | 123e | 38e  | 33e  | 42e  | 71e  | 34e   | 62e  |      |      |      |      |      |      |
| Classement mondial                    |      |      |      |      |      |      | 73e  | 49e   | 77e  | 155e | 15e  | 47e  | 228e | 179e | 103e |
| UCI Europe Tour                       | 90e  | 59e  |      |      |      |      | 214e | 1551e | 289e | 127e | 13e  | 39e  | 187e | nc   | 84e  |
|                                       |      |      |      |      |      |      |      |       |      |      |      |      |      |      |      |
| Légende : nc = non classéSource : UCI |      |      |      |      |      |      |      |       |      |      |      |      |      |      |      |

## Distinctions
- Cycliste espoirs néerlandais de l'année : 2014